# There Goes the Daylight
Albums de Peter Hammill
The Noise
(1992) Roaring Forties
(1994)
There Goes the Daylight est un album Live de Peter Hammill, sorti en 1993,.

## Liste des titres
1. Sci-Finance (revisited)
2. The Habit of the Broken Heart
3. Sign
4. I will Find You
5. Lost and Found
6. Planet Coventry
7. Empress's Clothes
8. Cat's Eye/Yellow Fever (running)
9. Primo on the Parapet
10. Central Hotel[3]